# Gagea calantha
Gagea calantha är en liljeväxtart som beskrevs av Igor Germanovich Levichev. Gagea calantha ingår i Vårlökssläktet och i familjen liljeväxter. Inga underarter finns listade.